# Osella FA1B
Der Osella FA1B war ein Formel-1-Rennwagen, den das italienische Formel-1-Team Osella Squadra Corse  entwickelte und in den Weltmeisterschaften 1980 und 1981 für sechs verschiedene Fahrer eingesetzte. Er löste den Osella FA1 ab. Mit ihm erreichte das Team keine Weltmeisterschaftspunkte.

## Hintergrund
Das auf den Konstrukteur Abarth zurückgehende Unternehmen Osella Corse hatte in den 1970er-Jahren in erster Linie Rennsportwagen für Berg- und Sportwagenrennen entwickelt und gebaut. In der Formel-2-Europameisterschaft 1979 trat es mit dem eigenen Chassis FA2/79 erfolgreich an; der Werkspilot Eddie Cheever gewann drei Rennen gewonnen und belegte am Ende Rang vier der Europameisterschaft. Auf der Suche nach Sponsoren für die folgende Formel-2-Saison wandte sich Teamchef Enzo Osella an die italienische Tochter des Unilever-Konzerns, die wegen der geringen Medienabdeckung kein Interesse an der Formel 2 hatte, Osella aber im September 1979 die Unterstützung für den Fall anbot, dass das Team in die Formel 1 aufsteige. Osella ging darauf ein und baute in drei Monaten die Grundlage für einen Einsatz in der Formel-1-Weltmeisterschaft 1980 auf, deren erstes Rennen bereits am 13. Januar 1980 stattfand. Die Anfänge des Teams waren deshalb großteils improvisiert. Mit dem ersten Formel-1-Auto des Teams, dem Osella FA1, erreichte Cheever keine Zielankunft. Da sich der sehr schwere F1A nur eingeschränkt modifizieren ließ, entschied sich die Teamleitung im April 1980 für die Entwicklung eines gänzlich neuen Autos. Seine Konstruktion übernahmen Enzo Osella und Giorgio Valentini, der ein Jahr zuvor den kurzlebigen Merzario A3 für das Team Merzario entworfen hatte.

## Technik
Der FA1B entsprach in seinen Grundzügen dem Vorgängermodell. Die Aufhängung wurde geringfügig überarbeitet. Wie beim FA1, bestand das Monocoque des neuen Fahrzeugs im Wesentlichen aus Aluminium. Es war allerdings deutlich schmaler als das des FA1. Dadurch konnten die Flächen der Seitenkästen verbreitert werden, was zu einer verbesserten Wirkung des Ground effects führte. Osella behauptete, der FA1B habe fünf Prozent mehr Abtrieb entwickelt als der FA1. Der FA1B war auch deutlich leichter als der Vorgänger. Vielfach wird das Gewicht des FA1B mit 600 kg angegeben. Damit wäre das vom Reglement vorgegebene Mindestgewicht um lediglich 5 kg übertroffen  worden. In der Literatur bestehen allerdings Zweifel an der Richtigkeit dieses Wertes. Als Antrieb diente weiterhin ein Cosworth-DFV-Achtzylindermotor; die Kraft wurde über ein Getriebe von Hewland übertragen.

## Produktion
Insgesamt entstanden vier Fahrzeuge vom Typ FA1B. 1980 wurde zunächst ein einzelnes Auto (FA1B/1) aufgebaut, 1981 konstruierte Osella noch drei weitere Exemplare (FA1B/2, FA1B/3 und FA1B/4). Der FA1B/1 wurde nur 1980 eingesetzt. 1981 gingen die Fahrgestelle FA1B/3 und FA1B/4 an den Start, für den FA1B/2 sind keine Renneinsätze notiert. Die Chassis verteilten sich wie folgt auf die Fahrer:
| Saison         | Grand Prix    | Osella FA1B/1  | Osella FA1B/3       | Osella FA1B/4 |
| -------------- | ------------- | -------------- | ------------------- | ------------- |
| 1980           |               |                |                     |               |
| Italien        | Eddie Cheever |                |                     |               |
| Kanada         | Eddie Cheever |                |                     |               |
| USA Ost        | Eddie Cheever |                |                     |               |
| 1981           |               |                |                     |               |
| USA West       |               | Beppe Gabbiani | Miguel Ángel Guerra |               |
| Brasilien      |               | Beppe Gabbiani | Miguel Ángel Guerra |               |
| Argentinien    |               | Beppe Gabbiani | Miguel Ángel Guerra |               |
| San Marino     |               | Beppe Gabbiani | Miguel Ángel Guerra |               |
| Belgien        |               | Beppe Gabbiani | Piercarlo Ghinzani  |               |
| Monaco         |               | Beppe Gabbiani | Piercarlo Ghinzani  |               |
| Spanien        |               | Beppe Gabbiani | Giorgio Francia     |               |
| Frankreich     |               | Beppe Gabbiani |                     |               |
| Großbritannien |               | Beppe Gabbiani | Jean-Pierre Jarier  |               |
| Deutschland    |               | Beppe Gabbiani | Jean-Pierre Jarier  |               |
| Österreich     |               | Beppe Gabbiani | Jean-Pierre Jarier  |               |
| Niederlande    |               | Beppe Gabbiani | Jean-Pierre Jarier  |               |
| Italien        |               |                | Beppe Gabbiani      |               |
| Kanada         |               |                | Beppe Gabbiani      |               |
| Las Vegas      |               |                | Beppe Gabbiani      |               |

## Renngeschichte

### Formel-1-Saison 1980
Der Osella FA1B debütierte beim Großen Preis von Italien, dem 12. Rennen der Saison 1980. Fahrer war Eddie Cheever. Beim ersten Einsatz des Autos konnte sich Cheever sicher qualifizieren. Das Rennen beendete er als Zwölfter. Es war die erste und einzige Zielankunft für Osella in dieser Saison. Bei den beiden verbleibenden Rennen in Nordamerika schied er jeweils aus.

### Formel-1-Saison 1981
In der Formel-1-Saison 1981 meldete Osella ein Zwei-Fahrer-Team:
- Das erste Fahrzeug mit der Startnummer 31 wurde nacheinander von Miguel Ángel Guerra, Piercarlo Ghinzani und Beppe Gabbiani gefahren,
- das zweite Auto mit der Startnummer 32 fuhren Gabbiani, Ghinzani, Giorgio Francia, Guerra und Jean-Pierre Jarier.

Die besten Rennergebnisse waren zwei achte Plätze Jariers bei den Großen Preisen von Großbritannien und Deutschland. Beim Großen Preis von Italien erschien das Nachfolgemodell Osella FA1C, das bis zum Jahresende exklusiv von Jarier gefahren wurde. Gabbiani, der zweite Fahrer des Teams, setzte dagegen weiterhin den FA1B ein.

## Rennergebnisse
| Saison | Fahrer              | Nummer | 1   | 2   | 3   | 4   | 5   | 6   | 7   | 8   | 9   | 10  | 11  | 12  | 13  | 14  | 15  | Punkte | Rang |
| ------ | ------------------- | ------ | --- | --- | --- | --- | --- | --- | --- | --- | --- | --- | --- | --- | --- | --- | --- | ------ | ---- |
| 1980   |                     |        |     |     |     |     |     |     |     |     |     |     |     |     |     |     |     | –      | –    |
| 1980   | Eddie Cheever       | 31     |     |     |     |     |     |     |     |     |     |     |     | 12  | DNF | DNF |     | –      | –    |
| 1981   |                     |        |     |     |     |     |     |     |     |     |     |     |     |     |     |     |     | –      | –    |
| 1981   | Miguel Ángel Guerra | 31     | DNQ | DNQ | DNQ | DNF |     |     |     |     |     |     |     |     |     |     |     | –      | –    |
| 1981   | Piercarlo Ghinzani  | 31     |     |     |     |     | 13  |     |     |     |     |     |     |     |     |     |     | –      | –    |
| 1981   | Beppe Gabbiani      | 31     |     |     |     |     |     | DNF | DNQ | DNQ | DNQ | DNQ | DNQ | DNQ | DNQ | DNQ | DNQ | –      | –    |
| 1981   | Beppe Gabbiani      | 32     | DNF | DNQ | DNQ | DNF | DNF |     |     |     |     |     |     |     |     |     |     | –      | –    |
| 1981   | Piercarlo Ghinzani  | 32     |     |     |     |     |     | DNQ |     |     |     |     |     |     |     |     |     | –      | –    |
| 1981   | Giorgio Francia     | 32     |     |     |     |     |     |     | DNQ |     |     |     |     |     |     |     |     | –      | –    |
| 1981   | Jean-Pierre Jarier  | 32     |     |     |     |     |     |     |     |     | 8   | 8   | 10  | DNF |     |     |     | –      | –    |

| Legende  | Legende            | Legende                                                          |
| Farbe    | Abkürzung          | Bedeutung                                                        |
| -------- | ------------------ | ---------------------------------------------------------------- |
| Gold     | –                  | Sieg                                                             |
| Silber   | –                  | 2. Platz                                                         |
| Bronze   | –                  | 3. Platz                                                         |
| Grün     | –                  | Platzierung in den Punkten                                       |
| Blau     | –                  | Klassifiziert außerhalb der Punkteränge                          |
| Violett  | DNF                | Rennen nicht beendet (did not finish)                            |
| Violett  | NC                 | nicht klassifiziert (not classified)                             |
| Rot      | DNQ                | nicht qualifiziert (did not qualify)                             |
| Rot      | DNPQ               | in Vorqualifikation gescheitert (did not pre-qualify)            |
| Schwarz  | DSQ                | disqualifiziert (disqualified)                                   |
| Weiß     | DNS                | nicht am Start (did not start)                                   |
| Weiß     | WD                 | zurückgezogen (withdrawn)                                        |
| Hellblau | PO                 | nur am Training teilgenommen (practiced only)                    |
| Hellblau | TD                 | Freitags-Testfahrer (test driver)                                |
| ohne     | DNP                | nicht am Training teilgenommen (did not practice)                |
| ohne     | INJ                | verletzt oder krank (injured)                                    |
| ohne     | EX                 | ausgeschlossen (excluded)                                        |
| ohne     | DNA                | nicht erschienen (did not arrive)                                |
| ohne     | C                  | Rennen abgesagt (cancelled)                                      |
| ohne     | keine WM-Teilnahme |                                                                  |
| sonstige | P/fett             | Pole-Position                                                    |
| sonstige | 1/2/3/4/5/6/7/8    | Punktplatzierung im Sprint-/Qualifikationsrennen                 |
| sonstige | SR/kursiv          | Schnellste Rennrunde                                             |
| sonstige | *                  | nicht im Ziel, aufgrund der zurückgelegten Distanz aber gewertet |
| sonstige | ()                 | Streichresultate                                                 |
| sonstige | unterstrichen      | Führender in der Gesamtwertung                                   |